# Slepotisk

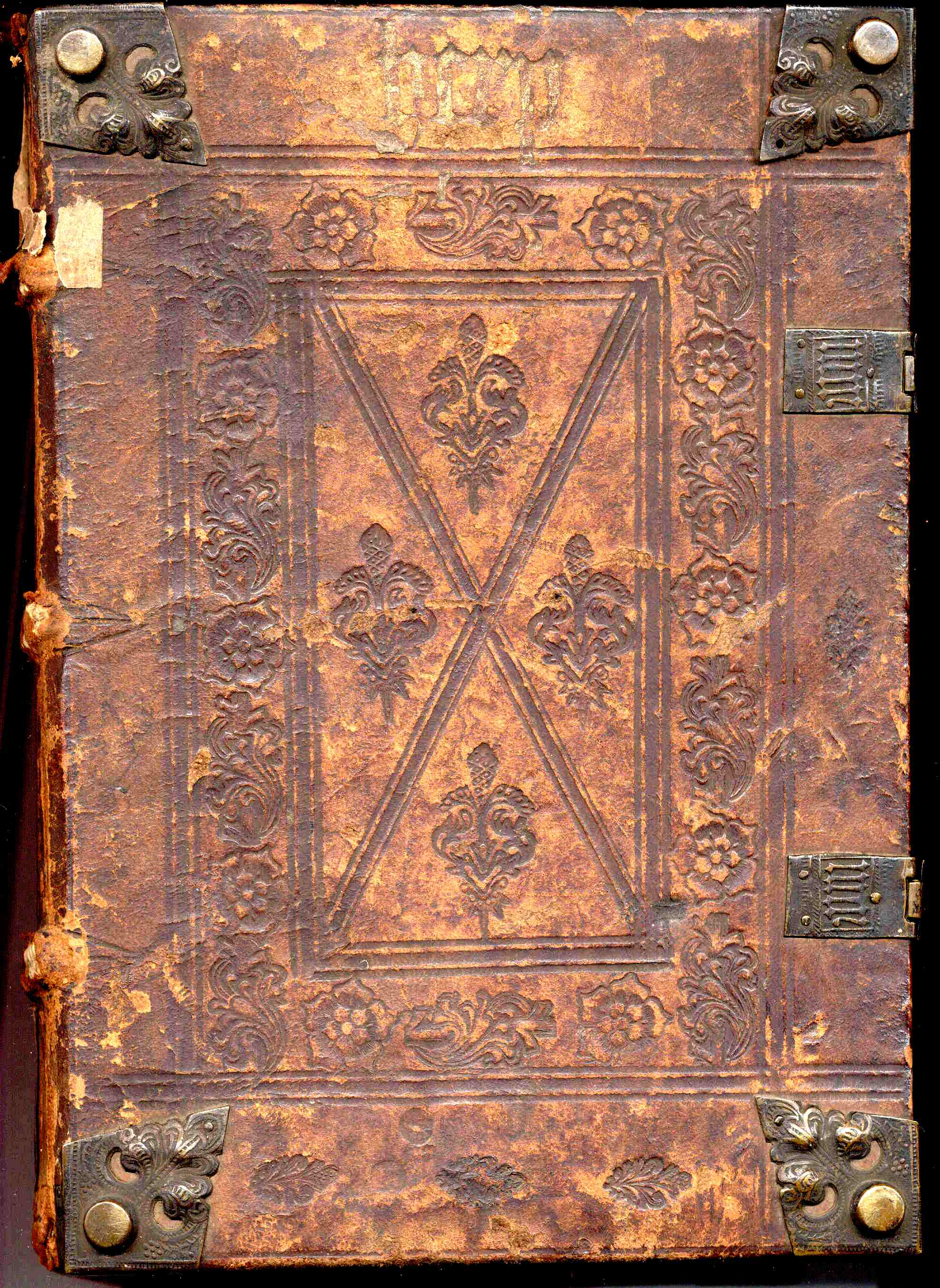
Celokožená vazba se slepotiskem (15. stol.)

Slepotisk je technika reliéfní ražby do kůže, papíru apod. Provádí se tiskovou formou bez barvy nebo razicí formou zpravidla do kvalitního (zejm. ručního) papíru, do kožených či jiných desek.

## Slepotisk na kůži

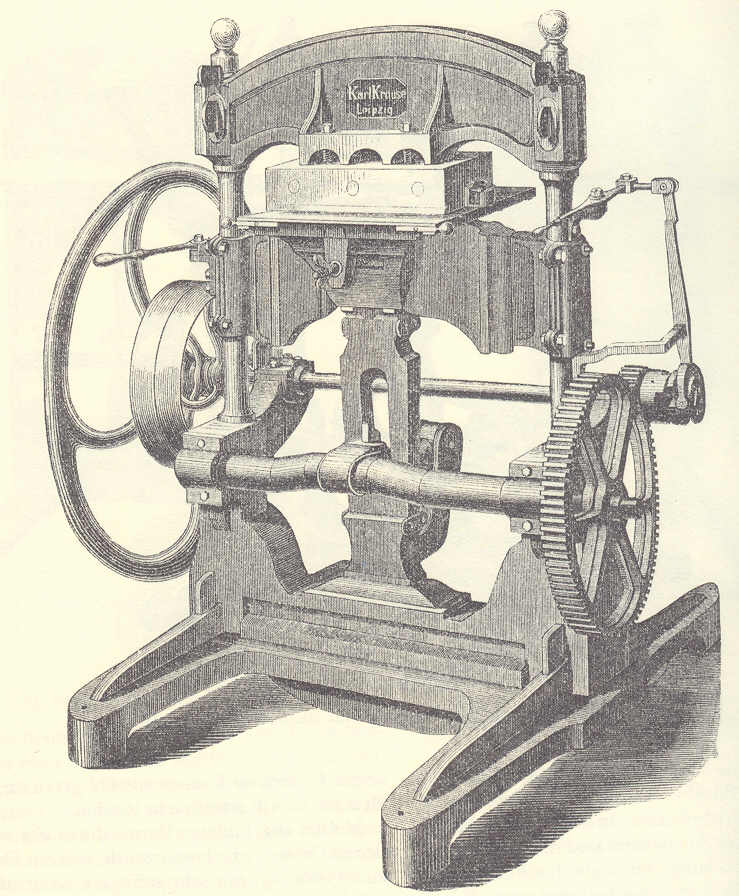
Slepotiskový lis

Slepotisk čili embosování je klasická technika jednostranného reliéfního zdobení kožených předmětů: knižních vazeb, ale také brašnářských a sedlářských výrobků. Používal se od starověku, výrazně se rozšířil v pozdním středověku a renesanci a znovu ožil na luxusních vazbách knih v 19. století. Aplikuje se ručně na navlhčenou kůži ocelovým nebo mosazným razidlem, zahřátým na 80 °C, ale používá se také v koželužském průmyslu, kde se jím například napodobuje krokodýlí kůže.